# Coppa delle nazioni africane 1996
La Coppa delle nazioni africane 1996 fu la 20ª edizione del campionato africano di calcio per nazionali.
La manifestazione fu organizzata dal Sudafrica, che nel novembre 1994 assunse l'incarico al posto del Kenya, e fu vinta dal Sudafrica.
La formula del torneo cambiò rispetto all'edizione precedente: le nazionali erano divise in quattro gruppi composti da quattro squadre ciascuno, le prime due classificate di ogni girone avanzavano il turno per disputare i quarti di finale.
A pochi giorni dall'inizio della competizione, tuttavia, la Nigeria, campione uscente, rinunciò alla partecipazione perché la giunta militare al potere impose il ritiro della squadra con la motivazione ufficiale di voler garantire la sicurezza dei giocatori, a detta del governo a rischio a seguito di proteste in Sudafrica contro la condanna a morte a Lagos di nove oppositori della dittatura nigeriana.
Nonostante le minacce della CAF di infliggere un bando internazionale di 6 anni alla Nigeria, la federazione dovette cedere al governo e non inviare la squadra alla Coppa d'Africa.
Vinse davanti al proprio pubblico il Sudafrica, alla sua prima vittoria internazionale nel calcio dopo la fine dell'apartheid e la rimozione di ogni bando sportivo a suo carico.

## Squadre qualificate
- Sudafrica (organizzatore)
- Algeria
- Angola
- Burkina Faso
- Camerun
- Costa d'Avorio
- Egitto
- Gabon

- Nigeria (qualificata come campione uscente)
- Ghana
- Liberia
- Mozambico
- Sierra Leone
- Tunisia
- Zaire
- Zambia

## Città e stadi
| Città          | Stadio              | Capienza |
| -------------- | ------------------- | -------- |
| Johannesburg   | Soccer City Stadium | 80000    |
| Durban         | Kings Park Stadium  | 52000    |
| Bloemfontein   | Free State Stadium  | 40000    |
| Port Elizabeth | Stadio Boet Erasmus | 33852    |

## Fase a gironi

### Gruppo A
| Arbitro: | Said Belqola |

|                                      |           |  |
| Masinga 15’ Williams 37’ Moshoeu 55’ | Marcatori |  |

| Arbitro: | Sidi Bekaye Magassa |

|                  |           |               |
| El-Kass 30’, 33’ | Marcatori | 77’ Quinzinho |

| Arbitro: | Lim Kee Chong |

|                                           |           |           |
| Omam-Biyik 36’ (rig.) Alphonse Tchami 59’ | Marcatori | 48’ Maher |

| Arbitro: | Fethi Boucetta |

|              |           |  |
| Williams 57’ | Marcatori |  |

| Arbitro: | Lucien Bouchardeau |

|  |           |            |
|  | Marcatori | 7’ El-Kass |

| Arbitro: | Mohamed Kouradji |

|                                          |           |                                               |
| Joni 38’ (rig.) Paulao 57’ Quinzinho 80’ | Marcatori | 25’ Omam-Biyik 82’ Mouyeme 90’ (aut.) Vicente |

#### Classifica
|  | Squadra   | P.ti | G | V | P | S | GF | GS | DR |
|  | --------- | ---- | - | - | - | - | -- | -- | -- |
|  | Sudafrica | 6    | 3 | 2 | 0 | 1 | 4  | 1  | +3 |
|  | Egitto    | 6    | 3 | 2 | 0 | 1 | 4  | 3  | +1 |
|  | Camerun   | 4    | 3 | 1 | 1 | 1 | 5  | 7  | -2 |
|  | Angola    | 1    | 3 | 0 | 1 | 2 | 4  | 6  | -2 |
|  |           |      |   |   |   |   |    |    |    |

### Gruppo B
| Bloemfontein 14 gennaio 1996 | Zambia      | 0 – 0 referto | Algeria | Free State Stadium (9 000 spett.)\| Arbitro: \| Ali Bujsaim \| |
| Arbitro:                     | Ali Bujsaim |               |         |                                                                |

| Arbitro: | Okoampa |

|                       |           |               |
| Sessay 11’ Kallon 89’ | Marcatori | 74’ Ouédraogo |

| Arbitro: | Ian McLeod |

|                   |           |  |
| Messabih 41’, 63’ | Marcatori |  |

| Arbitro: | Masayoshi Okada |

|                                                        |           |               |
| Malitoli 18’ K. Bwalya 24’, 35’ Lota 44’ J. Bwalya 45’ | Marcatori | 53’ Y. Traoré |

| Arbitro: | Charles Masembe |

|                      |           |           |
| Lounici 2’ Dziri 75’ | Marcatori | 83’ Zongo |

| Arbitro: | Lim Kee Chong |

|                                    |           |  |
| K. Bwalya 2’, 9’, 84’ Malitoli 87’ | Marcatori |  |

#### Classifica
|  | Squadra      | P.ti | G | V | P | S | GF | GS | DR |
|  | ------------ | ---- | - | - | - | - | -- | -- | -- |
|  | Zambia       | 7    | 3 | 2 | 1 | 0 | 9  | 1  | +8 |
|  | Algeria      | 7    | 3 | 2 | 1 | 0 | 4  | 1  | +3 |
|  | Sierra Leone | 3    | 3 | 1 | 0 | 2 | 2  | 7  | -5 |
|  | Burkina Faso | 0    | 3 | 0 | 0 | 3 | 3  | 9  | -6 |
|  |              |      |   |   |   |   |    |    |    |

### Gruppo C
| Arbitro: | Gamal Al-Ghandour |

|           |           |                          |
| Nzeng 59’ | Marcatori | 5’ (rig.) Sebwe 54’ Sarr |

| Arbitro: | Omer Yengo |

|                               |           |  |
| Mackaya 21’ (rig.) Bekogo 34’ | Marcatori |  |

| Arbitro: | Said Belqola |

|                              |           |  |
| Lukaku 5’ (rig.) Essende 72’ | Marcatori |  |

#### Classifica
|        | Squadra | P.ti | G | V | P | S | GF | GS | DR |
| ------ | ------- | ---- | - | - | - | - | -- | -- | -- |
|        | Gabon   | 3    | 2 | 1 | 0 | 1 | 3  | 2  | +1 |
|        | Zaire   | 3    | 2 | 1 | 0 | 1 | 2  | 2  | 0  |
|        | Liberia | 3    | 2 | 1 | 0 | 1 | 2  | 3  | -1 |
| Ritiro | Nigeria | -    | - | - | - | - | -  | -  | -  |

### Gruppo D
| Arbitro: | Masayoshi Okada |

|                     |           |  |
| Yeboah 20’ Pelé 70’ | Marcatori |  |

| Arbitro: | Charles Masembe |

|                  |           |           |
| Ben Rekhissa 24’ | Marcatori | 4’ Bucane |

| Arbitro: | Petros Mathabela |

|                      |           |                |
| Pelé 50’ Akonnor 77’ | Marcatori | 72’ Ben Younes |

| Arbitro: | Gamal Al-Ghandour |

|           |           |  |
| Tiéhi 32’ | Marcatori |  |

| Arbitro: | Sidi Bekaye Magassa |

|                                    |           |               |
| Ben Younes 32’, 38’ Ben Hassen 48’ | Marcatori | M. 57’ Traoré |

| Arbitro: | Ali Bujsaim |

|                      |           |  |
| Pelé 42’ Aboagye 68’ | Marcatori |  |

#### Classifica
|  | Squadra        | P.ti | G | V | P | S | GF | GS | DR |
|  | -------------- | ---- | - | - | - | - | -- | -- | -- |
|  | Ghana          | 9    | 3 | 3 | 0 | 0 | 6  | 1  | +5 |
|  | Tunisia        | 4    | 3 | 1 | 1 | 1 | 5  | 4  | +1 |
|  | Costa d'Avorio | 3    | 3 | 1 | 0 | 2 | 2  | 5  | -3 |
|  | Mozambico      | 1    | 3 | 0 | 1 | 2 | 1  | 4  | -3 |
|  |                |      |   |   |   |   |    |    |    |

## Fase finale

### Tabellone
|  | Quarti di finale                 | Quarti di finale         |                                |        | Semifinali                | Semifinali                |  |  | Finale                         | Finale |
|  |                                  |                          |                                |        |                           |                           |  |  |                                |        |
|  | 27 gennaio 1996 - Johannesburg   |                          |                                |        |                           |                           |  |  |                                |        |
|  |                                  |                          |                                |        |                           |                           |  |  |                                |        |
|  | Sudafrica                        | 2                        |                                |        |                           |                           |  |  |                                |        |
|  | Sudafrica                        | 2                        | 31 gennaio 1996 - Johannesburg |        |                           |                           |  |  |                                |        |
|  | Algeria                          | 1                        |                                |        |                           |                           |  |  |                                |        |
|  | Algeria                          | 1                        | Sudafrica                      | 3      |                           |                           |  |  |                                |        |
|  | 28 gennaio 1996 - Port Elizabeth |                          | Sudafrica                      | 3      |                           |                           |  |  |                                |        |
|  |                                  | Ghana                    | 0                              |        |                           |                           |  |  |                                |        |
|  | Ghana                            | Ghana                    | 0                              | 1      |                           |                           |  |  |                                |        |
|  | Ghana                            |                          | 3 febbraio 1996 - Johannesburg | 1      |                           |                           |  |  |                                |        |
|  | Zaire                            | 0                        |                                |        |                           |                           |  |  |                                |        |
|  | Zaire                            | 0                        | Sudafrica                      | 2      |                           |                           |  |  |                                |        |
|  | 27 gennaio 1996 - Bloemfontein   |                          | Sudafrica                      | 2      |                           |                           |  |  |                                |        |
|  |                                  | Tunisia                  | 0                              |        |                           |                           |  |  |                                |        |
|  | Zambia                           | Tunisia                  | 0                              | 3      |                           |                           |  |  |                                |        |
|  | Zambia                           | 31 gennaio 1996 - Durban |                                | 3      |                           |                           |  |  |                                |        |
|  | Egitto                           | 1                        |                                |        |                           |                           |  |  |                                |        |
|  | Egitto                           | 1                        | Zambia                         | 2      | Finale per il terzo posto | Finale per il terzo posto |  |  |                                |        |
|  | 28 gennaio 1996 - Durban         |                          | Zambia                         | 2      | Finale per il terzo posto | Finale per il terzo posto |  |  |                                |        |
|  |                                  | Tunisia                  | 4                              |        |                           |                           |  |  |                                |        |
|  | Gabon                            | Tunisia                  | 4                              | 1 (1)  | Ghana                     | 0                         |  |  |                                |        |
|  | Gabon                            |                          |                                | 1 (1)  | Ghana                     | 0                         |  |  |                                |        |
|  | Tunisia (dtr)                    | 1 (4)                    |                                | Zambia | 1                         |                           |  |  |                                |        |
|  | Tunisia (dtr)                    | 1 (4)                    |                                |        | 1                         |                           |  |  |                                |        |
|  |                                  |                          |                                |        |                           |                           |  |  | 3 febbraio 1996 - Johannesburg |        |
|  |                                  |                          |                                |        |                           |                           |  |  |                                |        |

### Quarti di finale
| Arbitro: | Ali Bujsaim |

|                      |           |            |
| Fish 72’ Moshoeu 85’ | Marcatori | 84’ Lazizi |

| Arbitro: | Charles Masembe |

|                                |           |                |
| Litana 58’ Mutale 65’ Lota 76’ | Marcatori | 43’ S. Kamouna |

| Arbitro: | Lim Kee Chong |

|                                 |                      |                                    |
| Mackaya 16’                     | Marcatori            | 10’ Beya                           |
| Mackaya Kassa-Ngoma Bekogo-Zogo | Tiri di rigore 1 – 4 | Sellimi Fekhi Ben Slimane El Ouaer |

| Arbitro: | Sidi Bekaye Magassa |

|            |           |  |
| Yeboah 22’ | Marcatori |  |

### Semifinali
| Arbitro: | Gamal Al-Ghandour |

|                               |           |  |
| Moshoeu 22’, 87’ Bartlett 46’ | Marcatori |  |

| Arbitro: | Lucien Bouchardeau |

|                     |           |                                                |
| Lota 68’ Makasa 90’ | Marcatori | 16’, 85’ (rig.) Sellimi 20’ Baya 47’ Ghodhbane |

### Finale per il 3º posto
| Arbitro: | Omer Yengo |

|  |           |               |
|  | Marcatori | 51’ J. Bwalya |

### Finale
| Arbitro: | Charles Masembe |

|                      |           |  |
| M. Williams 73’, 75’ | Marcatori |  |